# Henry Fitzroy
Henry FitzRoy, I duque de Richmond y Somerset (15 de junio de 1519-18 de junio de 1536) fue hijo del rey Enrique VIII de Inglaterra y de su amante Isabel Blount, el único descendiente ilegítimo que Enrique VIII reconoció. FitzRoy fue nombrado conde de Nottingham y duque de Richmond y Somerset el 18 de junio de 1525. Fue además gran almirante y teniente de los condados al norte del Trent, cuando se le asignó casa propia, en vistas a foguearle en la administración del reino como paso previo a su legitimación para heredar el trono.

## Biografía
Nació en Blackmore, Essex, Richmond, fue criado como un príncipe en el Castillo Sheriff Hutton en Yorkshire. Su padrino fue el cardenal Thomas Wolsey, primer ministro del rey. La relación de su madre con el rey no parece haber continuado después de su nacimiento, pero se casó poco después, y ella y su marido recibieron los favores del rey. Los detalles de la formación inicial de Henry no son claros. Era conocido como lord Henry Fitzroy hasta el 18 de junio de 1525, cuando su padre lo nombró conde de Nottingham y duque de Richmond y Somerset. 
Su padre lo quería mucho y estaba muy interesado en su educación. En un momento se habló de hacer de él el heredero legítimo del rey, porque Enrique VIII no tenía aún un hijo varón legítimo.
En 1542, el rey Enrique VIII de Inglaterra, fue proclamado rey de Irlanda. Que había propuesto al duque de Richmond rey de Irlanda. A pesar de FitzRoy fue hecho Señor teniente. En ese momento los consejeros del rey temían que hacer un Reino independiente de Irlanda del rey de Inglaterra es como la creación de un nuevo rey de Escocia algo que sin duda pondría en peligro el reino.

## Matrimonio

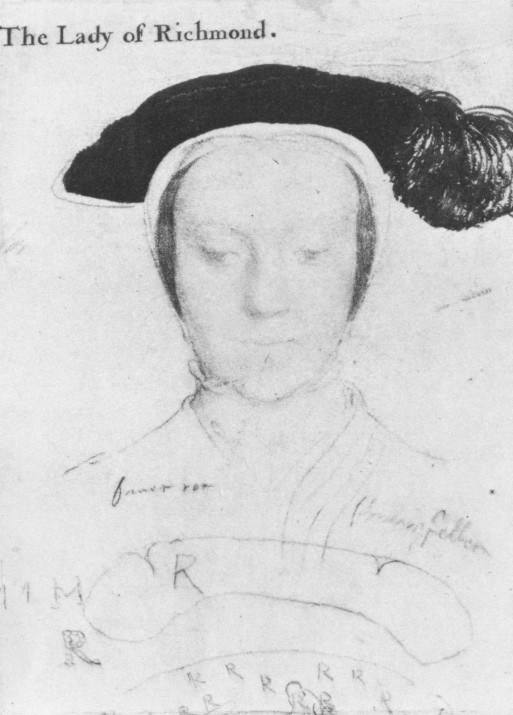
Lady Mary Howard, boceto para un retrato de Hans Holbein.

El duque se casó con lady Mary Howard, única hija del duque de Norfolk, el 28 de noviembre de 1533, y prima, por tanto, de las reinas Ana Bolena y Catalina Howard, estas últimas casadas sucesivamente con el rey Enrique VIII, padre del duque. Tuvo buenas relaciones con su cuñado, el poeta lord Surrey. Aunque la tradición dice que Ana Bolena era hostil a este matrimonio, hoy se sabe que fue ella quien organizó el matrimonio entre su prima y el hijo ilegítimo del rey. Por tanto, la familia Howard estaba más cerca (en favores y en familia) al rey.

## Carrera
La carrera prometedora del duque acabó en 1536. Durante un tiempo se encontró indispuesto y muchos cortesanos sospecharon que sufría de tuberculosis.

## Muerte
El duque murió en Palacio de Saint James. Al mismo tiempo de su muerte una ley pasaba al Parlamento de Inglaterra para permitir que el rey le pudiese nombrar heredero. Norfolk dio órdenes de que el cuerpo se cubriese de plomo y que lo colocasen en un carro cerrado en secreto, pero sus sirvientes pusieron el cuerpo en un carromato lleno de paja. Los únicos que lo lamentaron fueron dos asistentes que lo siguieron de lejos.
En principio fue sepultado en el Priorato de Thetford pero cuando el mismo fue clausurado durante la Disolución de los monasterios su tumba fue trasladada a la iglesia de San Miguel Arcángel (Framlingham), donde se encuentra actualmente.
Su padre le sobrevivió cerca de una década y fue sucedido por su hijo legítimo, el príncipe Eduardo (quien sería Eduardo VI de Inglaterra). Muchos historiadores afirman que Eduardo VI murió de tuberculosis como Henry Fitzroy. Sin embargo, otros historiadores como el doctor Julian Litten están comenzando una nueva investigación que ligue las muertes de Eduardo, de Enrique y de su tío Arturo Tudor.

## Sucesión
| Predecesor: Título otorgado por Enrique VIII | Duque de Richmond y Somerset 1525-1536 | Sucesor: Extinción del título |

## Ascendencia
| Enrique FitzRoy | Padre: Enrique VIII de Inglaterra | Abuelo paterno: Enrique VII de Inglaterra | Bisabuelo paterno: Edmundo Tudor             |
| Enrique FitzRoy | Padre: Enrique VIII de Inglaterra | Abuelo paterno: Enrique VII de Inglaterra | Bisabuela paterna: Margaret Beaufort         |
| Enrique FitzRoy | Padre: Enrique VIII de Inglaterra | Abuela paterna: Isabel de York            | Bisabuelo paterno: Eduardo IV de Inglaterra  |
| Enrique FitzRoy | Padre: Enrique VIII de Inglaterra | Abuela paterna: Isabel de York            | Bisabuela paterna: Isabel Woodville          |
| Enrique FitzRoy | Madre: Isabel Blount              | Abuelo materno: Sir John Blount           | Bisabuelo materno: Sir Tomas Blount          |
| Enrique FitzRoy | Madre: Isabel Blount              | Abuelo materno: Sir John Blount           | Bisabuela materna: Anne Croft                |
| Enrique FitzRoy | Madre: Isabel Blount              | Abuela materna: Catherine Pershall        | Bisabuelo materno: Hugh Peshall de Knightley |
| Enrique FitzRoy | Madre: Isabel Blount              | Abuela materna: Catherine Pershall        | Bisabuela materna: Isabel Stanley de Elford  |